# Трантор
Трантор е измислена планета в поредицата от научнофантастични книги на Айзък Азимов посветени на Империята и Фондацията. Планетата е известна като столица първоначално на едноименното кралство, а след това и на Галактическата империя разпростряла властта си над целия Млечен път в продължение на над 12 хил. години.

## История

### Предимперски Трантор
Моделът на развитие на Трантор следва този на Римската империя, чиято история вдъхновява Азимов да създаде неин еквивалент в своята научнофантастична вселена. Така част от ранната история на планетата е разисквана в романа Космически течения, където се споменава първоначално образувалата се Транторианска република от пет свята, която с течение на времето се разраства в конфедерация, а впоследствие и Транторианска империя. По времето, когато се развива действието в романа Трантор е разпрострял властта си над половината от населените светове в галактиката, включително и над Земята, а останалите извън контрола му образуват многобройни държавици.

### Столица на галактиката
Влиянието и властта на Трантор достига момент, в който цялата галактика попада под нейния контрол, а престижът на монарха управляващ държавата достига такива висини, които позволяват Франкен I да бъде коронясан за първи император на Галактическата империя. Това събитие поставя и началото на новата „Галактическа ера“ от развитието на човечеството. Така Трантор се превръща в първата столица на цялата галактика и скоро се издига и като най-значимата планета в Млечния път. Това се дължи на разположението ѝ сред най-богатите и населени райони на галактиката, както и поради близостта и до галактическия център. За да опише ролята на планета Азимов създава, отново по аналогия с историята на Древен Рим, поговорката:
| „ | Всички пътища водят до Трантор и там свършват всички звезди | “ |

Като столица на Империята Трантор изживява най-големия си разцвет. Урбанизацията му достига невиждани размери и превръща планетата в гигантски ойкуменополис (т.е. целия свят на Трантор представлява един град) разпрострял се над и под повърхността на планетата. Цялата суша от около 190 млн. km² е покрита с многобройни гигантски метални куполи, а климатът в тях е поставен под контрола на хората. Единствено територията принадлежаща на имперския дворец остава открита и покрита с растителност.
Населението на планетата достига в апогея ѝ около 45 милиарда човешки същества, брой който е установен като граница и с имперски закон. Изхранването на този огромен брой хора, ангажирани предимно в бюрократичния и индустриален сектор на икономиката, изисква непрекъснат поток от продукцията на 20 земеделски планети намиращи се в близост до галактическата столица.
При управлението на император Клеон I (12 010 – 12 038 (Г.Е.) и неговите първи министри Ето Демерцел и Хари Селдън Трантор изживява последните си години на мир и просперитет, макар че империята вече проявява признаци на упадък. Те обаче остават невидими за огромната част от 40-те милиарда души, които обитават по това време планетата.

### Упадък и падение
Убийството на Клеон I довежда на власт военна хунта, която управлява Трантор с желязна ръка в продължение на десет години. Икономическите затруднения и западането на планетарната инфраструктурата довеждат до помитането на хунтата, възкачването на престола на Агис XIV и доминирането на транторианския живот от Комисията за обществена сигурност. Тези турбулентни години се оказват фатални за стабилността на империята, която е разтърсена от въстание на планетата Сантани и от засилващи се амбиции за независимост от страна на периферните територии. Трантор се оказва неспособен да задържи под властта си галактическата периферия, където от имперските провинции се формират редица „варварски“ кралства.
Математикът и бивш пръв имперски министър Хари Селдън създава план целящ да предпази човечеството от последиците на упадъка на галактическата цивилизация. Той създава две големи групи от учени, всяка от които със собствена роля в замисъла му. Едната група образува т.нар. Втора фондация и се установява на Трантор, където чрез използването на своите ментални сили и науката психоистория трябва да осигури осъществяването на плана.
Въпреки че управлението на император Клеон II(ок. 12 262 г. от Г.Е.) временно вдъхва нов живот на империята, упадъкът на Трантор се оказва траен и неудържим. През 12 327 г. от Г.Е. бунтовникът Гилмер се опитва да узорпира имперския трон и подлага Трантор на невиждано в историята му плячкосвне и разрушение. Жертва на това нападение стават милиарди, а император Дагоберт IX и семейството му са принудени да потърсят закрила на близката планета Деликъс, която става неговото ново седалище и е преименувана на Неотрантор. След тази катастрофа от бившата галактическа столица остават само руини, а металната ѝ обвивка е разрушена и се превръща в основна износна стока на не повече от 100-те милиона останали да живеят на планетата. Основното занимание на това население става земеделието, а самото то започва да нарича планетата Дем (от дом) и да развива диалект силно различаващ се от стандартния галактически език. Трантор обаче остава седалище на Втората фондация, която чрез менталните си сили тайно направлява развитието на галактиката.

## Културни и демографски особености
Въпреки хилядите години на смесване у многобройното население на Трантор се отличават като цяло потомците на най-големите стари земни раси. Така например представителите Европеидната раса продължават да бъдат наричани западняци, тези на монголоидната източняци, а тези на африканската южняци. Етимологията на тези термини все пак е постепенно забравена, както е забравена и първородната планета на човечеството.

## Административно делене
В администратвино отношение Трантор е разделен на поне 800 големи сектора. Само няколко от тях са известни:
- Дал – един от най-бедните сектори на Трантор. Обитателите му се характеризират с тъмната си кожа, ниския ръст и черната си коса. Мъжете носят големи мустаци и са винаги въоръжени с един или повече ножове. В този сектор са родени Юго Амарил, майка Рита и Рейч Селдън.
- Ери – секторът, в който Уанда Селдън и Стетин Палвър се срещат с Бор Алурин.
- Зигорет – сектор седалище на известен университет.
- Имперски – централният сектор на Трантор. В него са разположени Имперския дворец и Галактическа библиотека.
- Манданов
- Микоген – сектор известен с производстовто на висококачествени микрохрани. Микогенците са наследници на преселници от старата планета Аврора, които почитат роботите и загубеното си минало. За да се отличават от останалите жители на Трантор обитателите на Микоген биват изцяло обезкосмявани в ранна възраст. Този и други обичаи често правят хората от този сектор обект на присмех за другите транторианци.
- Милимару
- Невраск – един от последните превзети от Гилмер сектори по време на големия грабеж на Трантор.
- Северно Дамиано – сектор, в които е разположен един от известните университети на Трантор.
- Стрилинг – седалище на престижния Стрилингски университет, известен с предоставената му от имперските власти голяма автономия. Тук работят и преподават Хари Селдън и Дорс Венабили.
- Хестелония
- Што – един от най-влиятелните сектори, поради наличието на инсталации освобождаващи поне 90% от излишната топлинна енергия произвеждана и отделяна на Трантор. Управниците му претендират за имперския престол въз основа на неясни твърдения за произхода си от ранна имперска династия.